# GinmanBlachmanDahl
GinmanBlachmanDahl eller Ginman/Blachman/Dahl er en moderne dansk jazztrio bestående af Lennart Ginman (bas), Thomas Blachman (trommer) og Carsten Dahl (klaver).
De tre gamle venner har i en årrække spillet sammen med musikere som blandt andre trompetisterne Palle Mikkelborg og Nils Petter Molvær, samt saxofonisten Fredrik Lundin.

## Diskografi
- GinmanBlachmanDahl! (2004)